# Justicia brasiliana
Justicia brasiliana é uma espécie de plantas da família das acantáceas.

## Etimologia
Justicia provém de uma homenagem ao botânico escocês James Justice, do século 18, brasiliana provém do material tipo da espécie, coletado no Brasil.

## Distribuição
Esta espécie ocorre nas regiões Sul, Sudeste e Centro-Oeste do Brasil.